# Abdul Rahman (Cricketspieler, 2001)
Abdul Rahman Rahmani (* 22. November 2001 in Kabul, Afghanistan) ist ein afghanischer Cricketspieler, der seit 2023 für die afghanische Nationalmannschaft spielt.

## Kindheit und Ausbildung
Rahman war Teil des afghanischen Teams bei der ICC U19-Cricket-Weltmeisterschaft 2020.

## Aktive Karriere
Rahman gab First-Class-Debüt erfolgte im April 2019. Sein Debüt für die afghanische Nationalmannschaft gab er bei der ODI-Serie in Bangladesch im Juli 2023. Er wurde dann für den Cricket World Cup 2023 nominiert.